# Alacalián
Alacalián es un barrio rural   del municipio filipino de primera categoría de Taytay perteneciente a la provincia  de Paragua en Mimaro,  Región IV-B.
En 2007 Alacalián contaba con 1.912 residentes.

## Geografía
El municipio de Taytay se encuentra situado en la isla de Paragua, al norte de la misma.
Su término limita al norte con el municipio de El Nido, barrios de Bebeladán, Bagong-Bayán y Otón, oficialmente Mabini; al  suroeste con el municipio de San Vicente, al sur con el de Roxas; y al sureste con el de Dumaran. En la parte insular se encuentra la bahía de Malampaya y varias isla adyacentes se encuentran tanto en la costa este, mar de Joló como en la  oeste, Mar del Oeste de Filipinas.
Barrio continental situado al noroeste del municipio, uno de los más meridionales de los comprendidos en  la costa oeste de la península que cierra a poniente  la bahía de Malampaya.
Linda al noroeste con el barrio de Banbanán; 
al sur con el barrio de Abongán;
al nordeste con la bahía frente al barrio de Nuevo Guinto (New Guinlo);
al oeste con los  barrios de Binga y de Nuevo Canipo, ambos del  municipio vecino de San Vicente;

### Costa
A la bahía de Malampaya abren otras menores: Taganibong (Taganibong Cove) y Mabaog (BayMabaog Bay). En esta última bahía desembocan los ríos Cayacayan y Cayboan,   frente a isla Maratdat, y Mabaog  a poniente.
En el extremo meridional se encuentra la bahía de Alacalián donde vierten sus aguas los ríos Abolan, Tiayay y Alacalián.

### Demografía
El barrio  de Alacalián contaba  en mayo de 2010 con una población de 2.636 habitantes.

## Historia
Taytay formaba parte de la provincia española de  Calamianes, una de las 35 del archipiélago Filipino, en la parte llamada de Visayas. Pertenecía a la audiencia territorial  y Capitanía General de Filipinas, y en lo espiritual a la diócesis de Cebú.